# Eveli Dòria i Bonaplata
Eveli Dòria i Bonaplata (Barcelona, 24 de maig de 1862 — Barcelona, 22 de juliol de 1921) fou escriptor, decorador i industrial.

## Vida
Va néixer al carrer dels Cignes, fill de Gaietà Dòria i Bulbena (*-1920) i de Margarida Bonaplata i Figueras naturals ambdós de Barcelona. Gaietà Dòria fou regidor de l'Ajuntament de Barcelona i formà part de l'organització de l'Exposició Universal de Barcelona de 1888.
Estudià la carrera d'enginyeria industrial. Un cop acabada, el 1888, va ser escollit secretari de la comissió tècnica, de la d'expositors i membre del jurat de l'Exposició Internacional de Barcelona. El 1903 els seus companys de professió el van fer vicepresident de l'Associació Nacional d'Enginyers Industrials. El 1905 inaugurà botiga a Barcelona. Fundà la Societat Catalana de Paviments Monolítics i Similars, que en les seves obres emprava la xilotita, susceptible d'ornamentació vària, i la duroxila, per a la reproducció en sèrie de treballs escultòrics de pedra en pasta, apta per a donar forma a les sinuoses arcades i mogudes xemeneies modernistes.
Participà en els Jocs Florals de Barcelona. El 1909 va exercir el càrrec de mantenidor-secretari al Consistori. El 1914 obtingué la Flor Natural pel poema Humanals. I el 1917 n'obtingué una altra pel poema El darrer llop.
A la necrològica de La Vanguardia se'l defineix així: 
| «                                                                                 | De una llaneza señoril en su trato, sensible a las manifestaciones artísticas, poseedor de aquella noble dignidad de los espíritus cultivados, que repelen lo que se capta sólo en la feria de los osados o de los serviles, se ha ido de este mundo con la estima y el respeto que se otorgan a los hombres que moviérondose en un plano superior. | » |
| — Necrològica de l'autor a La Vanguardia dissabte, 23 de juliol de 1921, pàgina 5 | |   |

## Estil
Claudi Omar i Barrera a la revista Catalunya Artística defineix l'estil de l'autor de la següent manera:
| « | Les seves qualitats principals sén la naturalitat, la sinceritat, la ingenuitat. Ell pinta'l cas ó manifesta'l sentiment tal com el veu a través del seu temperament artístich. Ell no estrafa res, no agudisa res, ni buyda res en motllos irregulars o estranys. A la realitat no la disfressa; a la veritat no la traheix may. Per això he dit qu'era un escriptor sencer, conscient y simpátich […] no es un autor excepcional pero tampoch es una mitjanía. Te talent propi, ayres de la terra, ingeni, bon gust, ideas sanas […] es sempre delicat, subjectiu y escayent […] de cultura refinada y de criteri ferm. […] Les faulas […] maneja ab una garbositat exquisida y'l bateja ab una filosofía guapa, casulana y convincenta. | » |
| — Crítica sobre Eveli Dòria i Bonaplata a la revista Catalunya Artística. Núm. 138. 3 de febrer de 1903 | |   |

## Obres

### Faules en vers
- Música vella, 1896
- Moneda curta, 1908
- Sol ixent

### Poesia
- De sol a sol, 1899
- Tríptics, 1901
- Branques mortes, 1902

Poemes presentats als Jocs Florals de Barcelona
- Humanals, 1914, premi de la Flor Natural
- Meditació, 1916, 2n accèssit a la Viola d'or i d'argent
- El darrer llop, 1917, premi de la Flor Natural
- La taca negra, 1920
- Idil·li del poeta malalt, 1921
- Trebol, 1921
- Pirinenca, 1921
- La mort de la Senglana, 1921

### Prosa
- Lo tasta-olletes

### Assaig
- L'apóstol del rosari
- Pa i catecisme
- Lo nostre plet, 1900, sobre el catalanisme
- Discurso sobre el empleo del carbón menudo
- Memoria sobre la enseñanza técnica en España